# Two Steps From Hell
Two Steps From Hell (укр. За два кроки від пекла) — американська компанія з музичного виробництва, яка базується в Санта-Моніці, Каліфорнія. Заснована 14 лютого 2006 двома композиторами, Ніком Феніксом (англ. Nick Phoenix) і Томасом Берґерсеном (англ. Thomas J. Bergersen), Two Steps From Hell швидко стала однією з найбільш успішних компаній з музичного виробництва для кінофільмів. Їхня музика використовується в багатьох рекламних трейлерах і дражнилках для високобюджетних голлівудських фільмів, таких як «2012», «Беовульф», «Гаррі Поттер і Орден Фенікса», «Людина-павук 3: Ворог у тіні», «Star Trek», «Сутінки» і багатьох інших. Також їхня композиція Heart of Courage звучала під час виходу команд на Євро 2012 в Україні та Польщі, а інша композиція Everlasting звучала під час нагородження іспанців Кубком на тому ж Євро.

## Дискографія
- Two Steps From Hell: Volume 1 (2006)
- Shadows and Nightmares (2006)
- Dynasty (2007)
- All Drums Go To Hell (2007)
- Pathogen (2007)
- Nemesis (2007)
- Dreams & Imaginations (2007)
- Legend (2008)
- Ashes (2008)
- The Devil Wears Nada (2009)
- All Drones Go To Hell (2010)
- Power of Darkness (2010)
- Invincible (2010)
- Illumina (2010)
- Public Album: Nemesis 2 (2010)
- Public Album: Genesis (2010)
- Illusions (2011) [Thomas Bergersen]
- Archangel (2011)
- Faction (2011)
- Nero (2011)
- Balls To The Wall (2011)
- Sinners (2011)
- Two Steps From Heaven (2012)
- Burn (2012)
- Halloween (2012)
- Demon’s Dance (2012)
- SkyWorld (2012)
- Burn (2012)
- Solaris (2013)
- Classics Volume One (2013)
- Speed of Sound (2013)
- Cyanide (2013)
- Orion (2013)
- Crime Lab (2013)
- Speed of Sound (2013) [Nick Phoenix]
- Open Conspiracy (2014)
- Quarantine (2014)
- Miracles (2014)
- Amaria (2014)
- Too Big To Fail (2014)
- Colin Frake on Fire Mountain (2014)
- Sun (2014) [Thomas Bergersen]
- Classics Volume Two (2015)
- Empire (2015)
- Battlecry (2015)
- Stronger Faster Braver (2015)
- Vanquish (2016)
- Hammerfist (2017)
- Unleashed (2017)
- Heaven Anthology (2017)
- American Dreams (2018) [Thomas Bergersen]
- Dragon (2019)
- Seven (2019) [Thomas Bergensen]

Окрім музики до трейлерів кінофільмів, роботу Two Steps From Hell можна почути і в трейлерах до комп'ютерних ігор. Зокрема, композиція «Heart of Courage» використовується в стартовому трейлері гри Mass Effect 2. Також композиції «Protectors of the Earth», «After the Fall» і «Black Blade» використовувалися в трейлерах продовження — Mass Effect 3.